# Mancomunitat de la Taula del Sénia

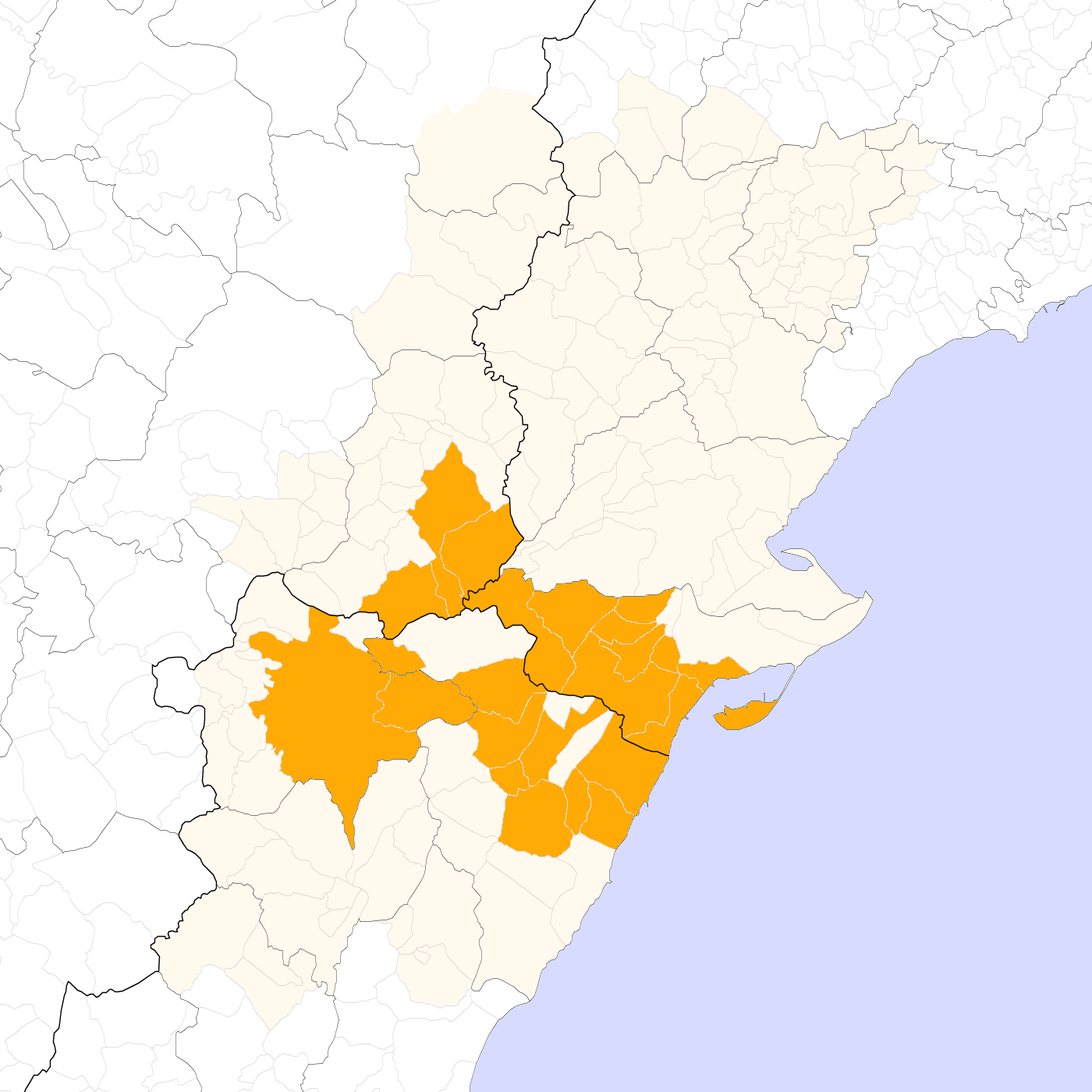
Die Gemeinden der Mancomunitat

Die Mancomunitat de la Taula del Sénia (Aussprache: ˈtawɫə ðəɫ ˈseniə) ist eine Verwaltungskooperation (interkommunale Kooperation; span. Entidad de carácter territorial, Mancomunidad) von 27 katalanischsprachigen Gemeinden in den spanischen Provinzen Teruel, Tarragona und Castellón, die um den Fluss Riu de la Sénia liegen. Die Gemeinden gehören folgenden Comarcas an: Baix Maestrat (12), Matarraña (3), Montsiá (9), Els Ports (3). Das Gebiet bildet das Herz der historischen Landschaft Ilercavonia.

## Mitgliedsgemeinden
- Baix Maestrat:
  - Benicarló
  - Càlig
  - Canet
  - Cervera
  - La Jana
  - Rossell
  - Sant Jordi
  - Sant Rafel del Riu
  - Traiguera
  - Vinaròs
  - Pobla de Benifassà (seit 2011)
  - Castell de Cabres

- Matarraña:
  - Beceite
  - Peñarroya de Tastavins
  - Valderrobres

- Montsià:
  - Alcanar
  - Freginals
  - Godall
  - La Galera
  - Mas de Barberans
  - Sant Carles de la Ràpita
  - Santa Bàrbara
  - La Sénia
  - Ulldecona

- Ports:
  - Herbés
  - Morella
  - Vallibona